# Landesoberschultheiß
Der Landesoberschultheiß war im Herzogtum Nassau ein Beamter.
In jedem Amt im Herzogtum Nassau war ein Landesoberschultheiß eingesetzt. Er war dem Amtmann nachgeordnet. Seine Aufgabe war die der Freiwilligen Gerichtsbarkeit im jeweiligen Amt. Darunter fielen zum Beispiel Nachlasssachen und Beurkundungen. Er war Schiedsmann und verantwortlich für die Waisenfürsorge. Er fertigte Kauf- und Tauschverträge von Immobilien aus, war für das Hypothekenwesen zuständig und betrieb öffentliche Versteigerungen. Rechtsgrundlage für das Amt war § 9 des herzoglichen Ediktes vom 4. Juni 1816. Auch in den nassauischen Staaten vor der Gründung des Herzogtums Nassau bestand die Institution des Landesoberschultheißen.

## Einzelnachweis
1. ↑  VBl, S. 105 ff.